# Molophilus aenigmaticus
Molophilus aenigmaticus är en tvåvingeart som beskrevs av Alexander 1925. Molophilus aenigmaticus ingår i släktet Molophilus och familjen småharkrankar. Inga underarter finns listade i Catalogue of Life.